# Willa Fritza Hoerdera w Szczecinie
Willa Hoerdera w Szczecinie – zabytkowy dawny dom mieszkalny w Szczecinie, mieszczący się przy al. Wojska Polskiego 76. Styl w jakim wybudowano budynek to eklektyzm z formami gotyckimi, barokowymi i renesansowymi. Willa znajduje się w rejestrze zabytków i stanowi siedzibę Katolickiego Liceum Ogólnokształcącego im. św. Maksymiliana Marii Kolbego w Szczecinie.

## Historia

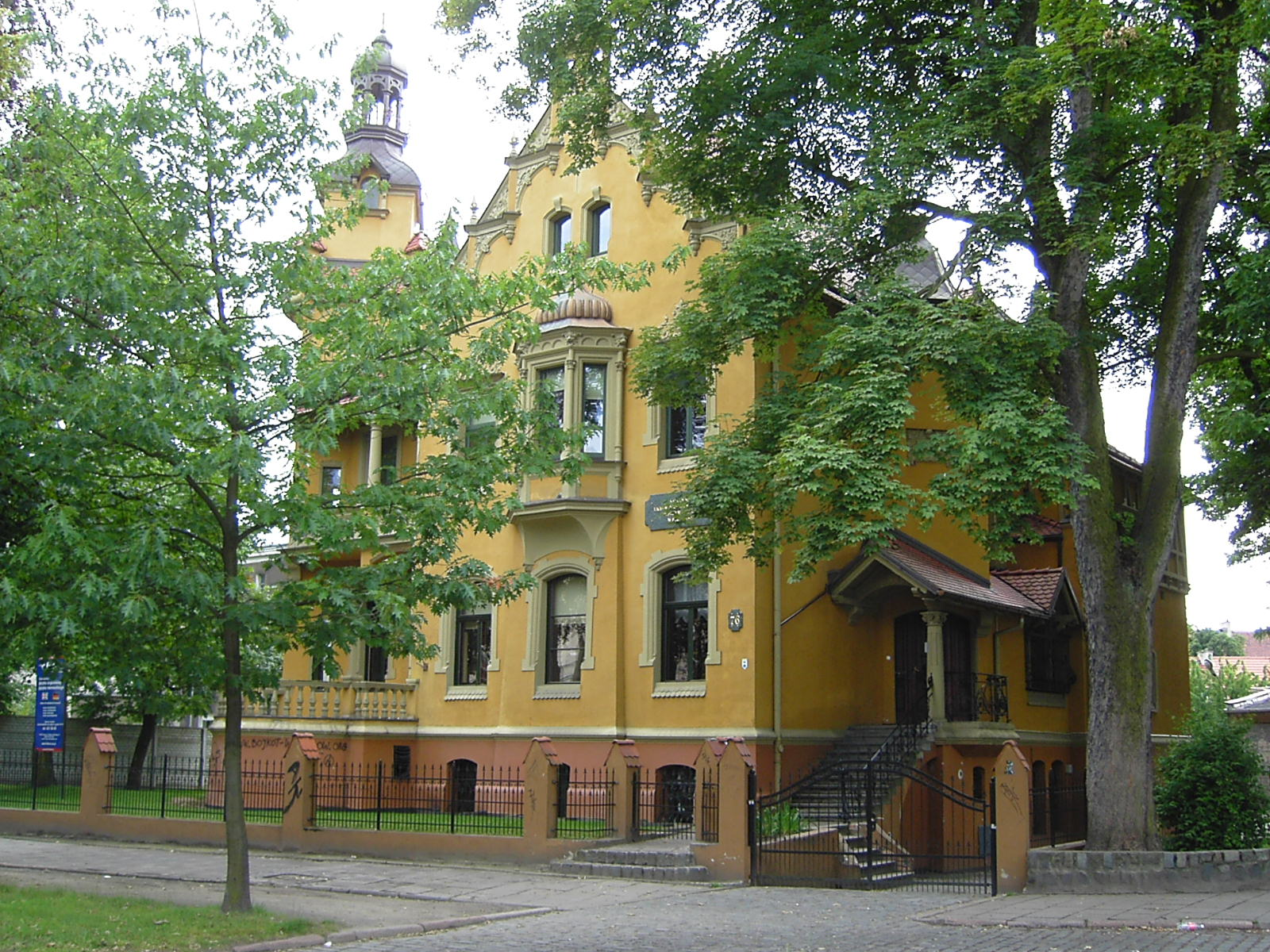
Widok na front i prawy bok budynku

Willa została wybudowana w latach 1896-1897 według projektu berlińskiego architekta Nulina Widmana na zlecenie Fritza Hoerdera - przedsiębiorcy specjalizującego się w przemyśle drożdżowym i spirytusowym, właściciela firmy „F. Crepin”. W 1930 roku willę po śmierci pierwszego właściciela odkupił Fritz Remter, pracownik szczecińskiej branży farmaceutycznej. Budynek prawdopodobnie nie został uszkodzony w czasie II wojny światowej. Po 1945 obiekt upaństwowiono i przeznaczono na siedzibę Wojskowego Sądu Rejonowego w Szczecinie. Następnie, w 1956 budynek przekazano żłobkowi, które mieściło się tutaj do 1990, następnie przez rok funkcjonowało w gmachu przedszkole. Ostatecznie, w 1992 miasto przekazało budynek Katolickiemu Liceum Ogólnokształcącemu, które znajduje się w nim do dziś.
W latach powojennych przeprowadzono wiele remontów, które częściowo zmieniły jej wygląd – zdemontowano całe przedwojenne żeliwne ogrodzenie posesji, rozebrano oranżerię, skuto sztukaterię pomieszczeń oraz zdemontowano parkiety zastępując je przez linoleum na 1 piętrze (podczas gdy wystrój parteru zachował się niemal całkowicie), wybudowano balkon nad wykuszem mieszczącym ogród zimowy. Wewnątrz zamalowano farbą olejną liczne boazerie i malowidła naścienne, parkiety zakryte zostały przez linoleum. Rewitalizacja budynku była przeprowadzana stopniowo od 2000 roku, najpierw wyremontowano dach a następnie odnowiono elewację rekonstruując balustradę na balkonie od frontu, wyremontowano okna, wewnątrz wyczyszczono i polakierowano boazerie i parkiety, wybudowano nowy płot ogrodzeniowy nawiązujący do pierwotnego. Odkryto również i odnowiono malowidła naścienne wewnątrz budynku. Dzięki pracom renowacyjnym budynek odzyskał swój dawny, przedwojenny wygląd.

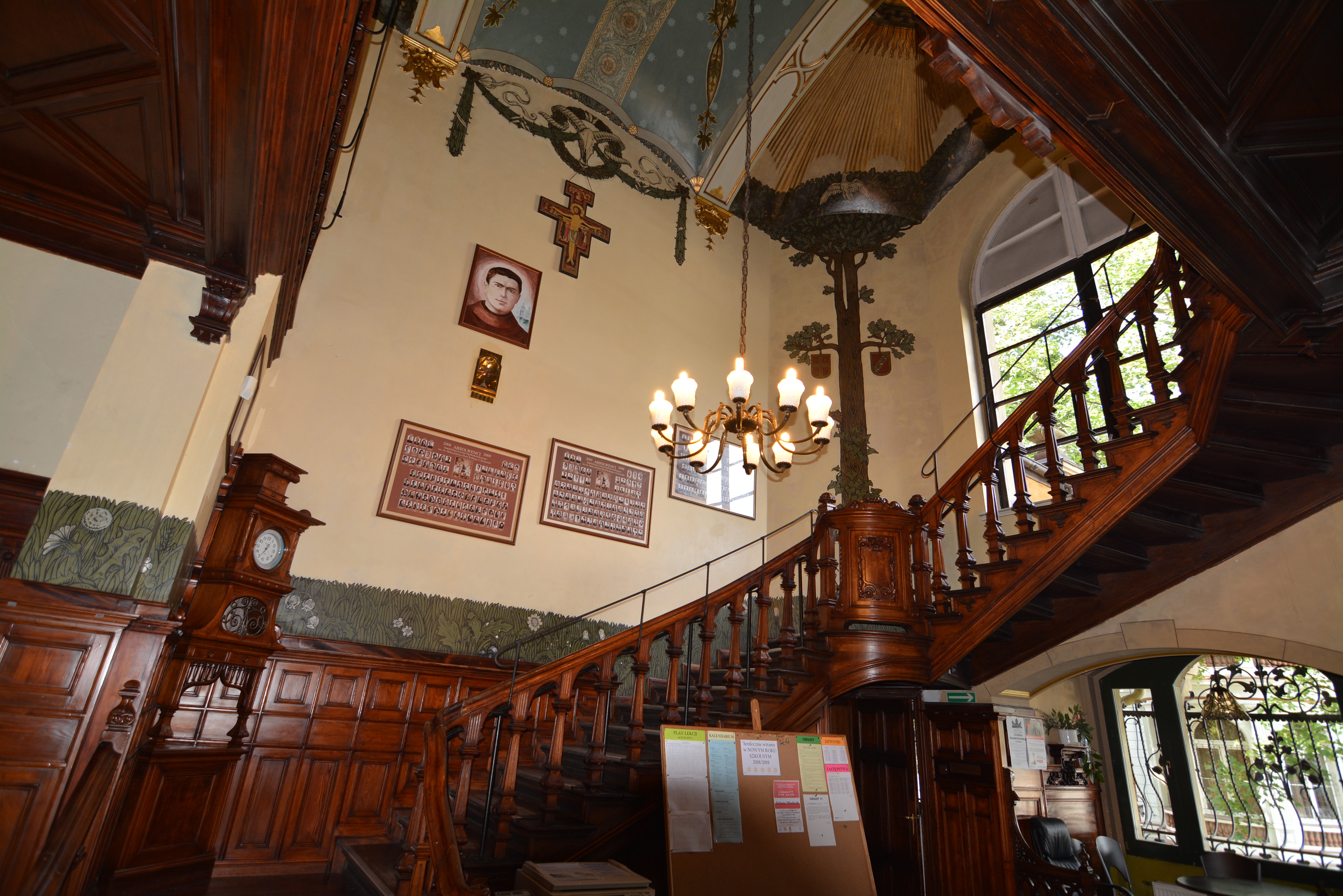
Hol główny
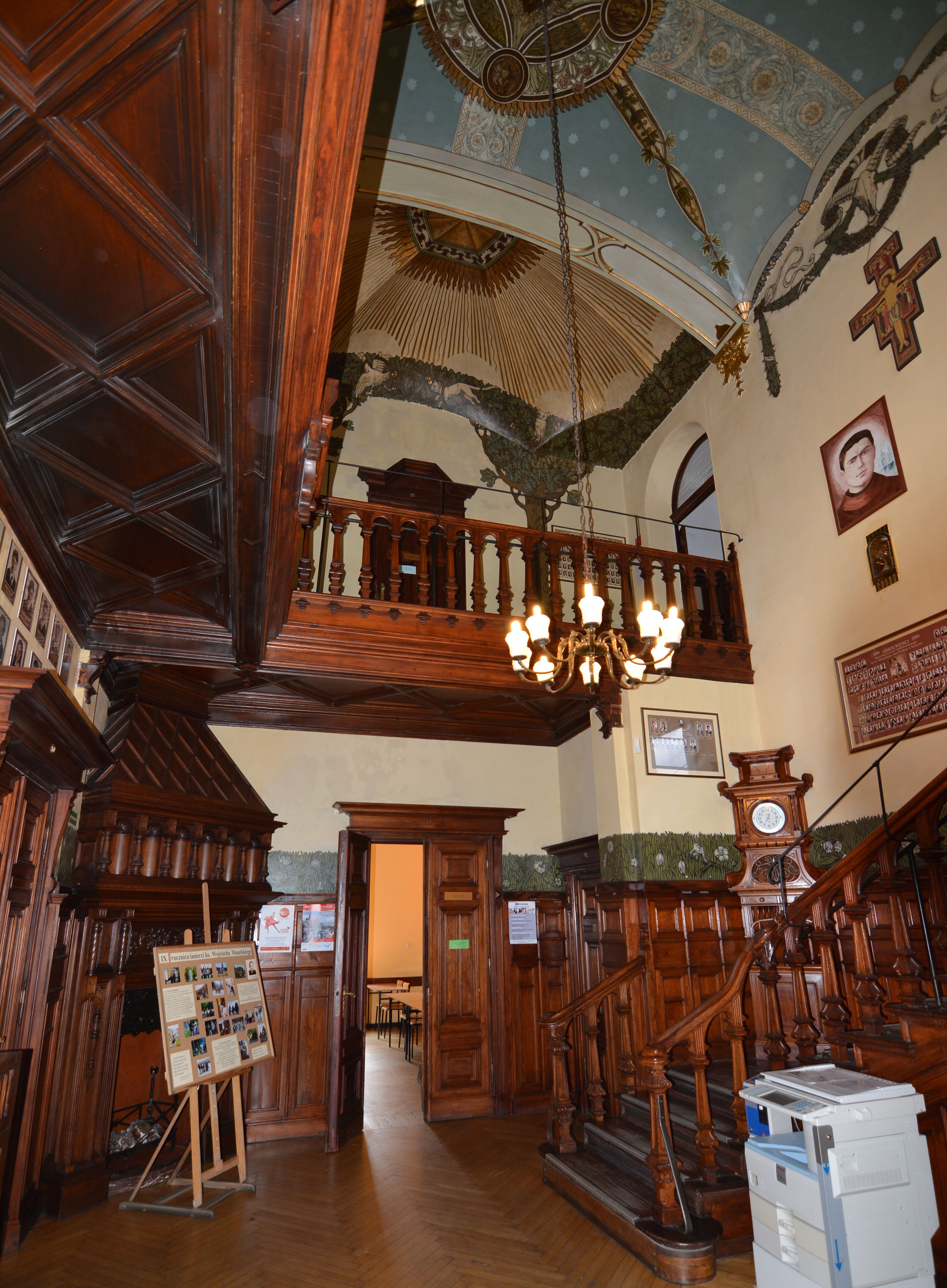
Hol główny
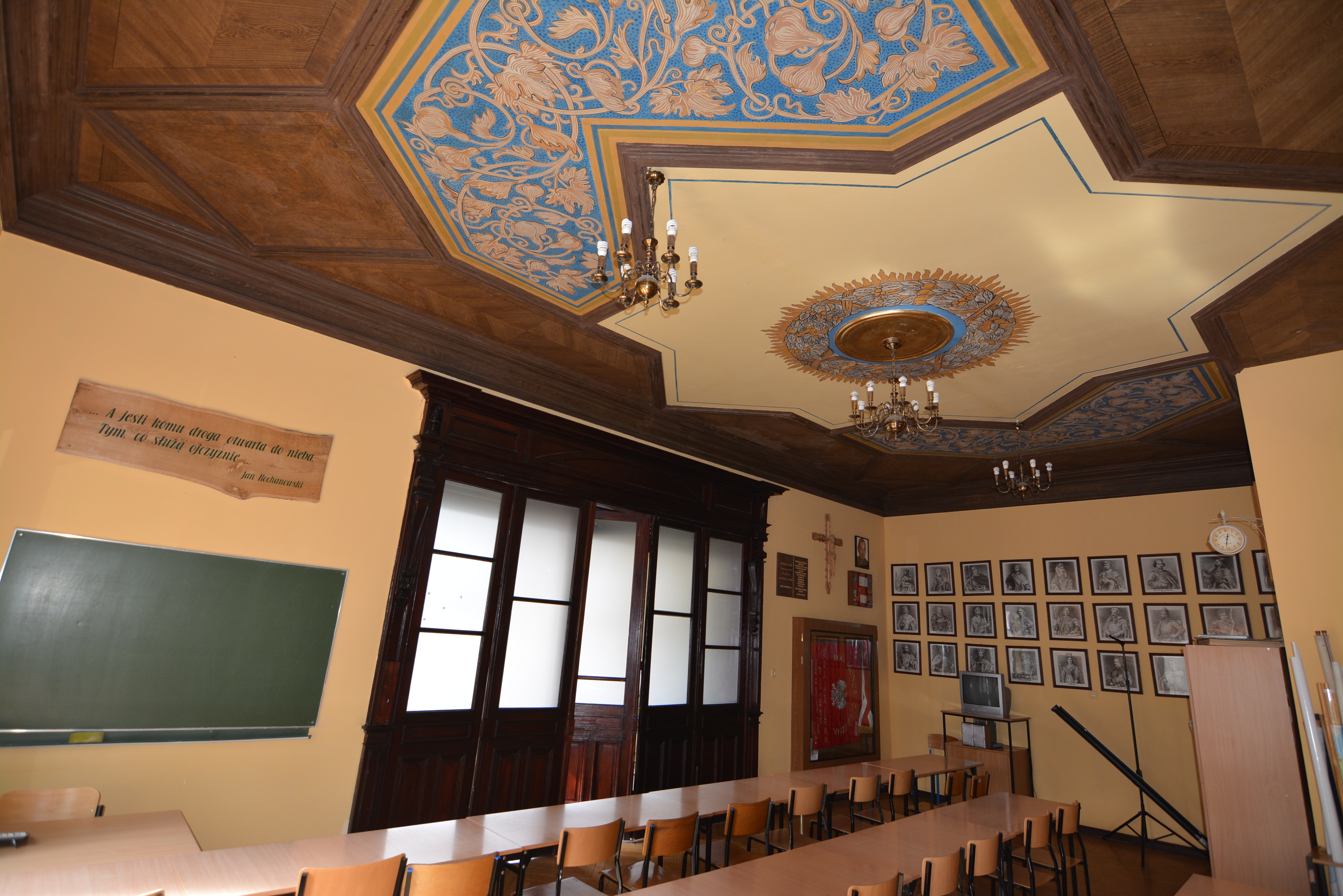
Jedna z pracowni